# Piączyn
Piączyn [pronunciación en polaco: /ˈpjɔnt͡ʂɨn/] es un pueblo en el distrito administrativo de Gmina Staroźreby, dentro del Distrito de Płock, Voivodato de Mazovia, en el  centro-este Polonia. Se encuentra aproximadamente 10 kilómetros al este de Staroźreby, 29 kilómetros al este de Płock, y 75 kilómetros al noroeste de Varsovia.
El pueblo tiene una población de 120 habitantes.